# Şehzade Ahmet
Şehzade Ahmet (en turco otomano: شہزادہ احمد ; Amasya, c. 1466-Yenişehir, 24 de abril de 1513) fue un príncipe otomano que luchó para ganar el trono del Imperio otomano entre 1512 y 1513.

## Biografía
Ahmet era el hijo vivo de más edad del sultán Bayezid II, siendo su madre Bülbül Hatun. En la tradición otomana, todos los príncipes debían servir como gobernadores provinciales (o sanjak) en la región de Anatolia (parte asiática de la Turquía moderna) como parte de su entrenamiento. Ahmet era el gobernador de Amasya, una importante ciudad de la zona. Aunque no era oficial, por lo general se lo consideraba el príncipe heredero durante los últimos años del reinado de su padre, en parte debido al apoyo del gran visir, Hadim Ali Pasha.
Ahmet tenía dos hermanos: Korkut, que gobernaba en Antalya y Selim (futuro sultán) en Trebisonda. La costumbre dictaba que quien primero llegara a Estambul después de la muerte del sultán anterior tenía derecho a ascender al trono (aunque los desacuerdos sobre quién había llegado primero a menudo provocaban guerras civiles entre los hermanos, más prominentes en el Interregno otomano), por lo que las distancias entre los sanjacados y Estambul determinaban más o menos la sucesión y, por lo general, a quien más favorecía el sultán como su sucesor. En este sentido, Ahmet fue el más afortunado porque su sanjacado era el más cercano a Estambul.
Aunque el hijo de Selim, Solimán, había sido asignado a Bolu, un pequeño sanjacado más cercano a Estambul, ante la objeción de Ahmet, fue trasladado a Kaffa, en la actual zona de Crimea. Selim vio esto como una muestra no oficial de apoyo para su hermano mayor y pidió un sanjacado en Rumeli (la parte europea del imperio). Aunque inicialmente se le negó por motivos de que los sanjacados de Rumeli no se ofrecieran a los príncipes, con el apoyo del vasallo de Crimea, el Gran kan Meñli I Giray (que era su suegro), pudo recibir el sanjacado de Smederevo (actualmente Serbia), que, aunque estaba técnicamente en Rumeli, estaba muy lejos de Estambul. En consecuencia, Selim decidió permanecer cerca de Estambul en lugar de ir a su nuevo sanjacado. Su padre Beyazit pensó que esta desobediencia era insurrecta; derrotó a las fuerzas de Selim en batalla en agosto de 1511 y Selim escapó a Crimea.
Mientras Beyazit luchaba contra Selim, a Ahmet se le encomendó la tarea de suprimir la rebelión dirigida en Anatolia por Şahkulu. Sin embargo, en lugar de luchar, Ahmet trató de ganarse a los soldados a su causa para ganar el trono otomano y abandonó el campo de batalla, algo que no sentó nada bien en las filas militares.
Al enterarse de la derrota de Selim por parte de su padre, Ahmet se declaró a sí mismo sultán de Anatolia y comenzó a luchar contra uno de sus sobrinos (cuyo padre ya había muerto). Capturó Konya (antigua capital del imperio) y aunque su padre, Beyazit, le pidió que regresara a su sanjacado, insistió en gobernar en Konya. También intentó capturar la capital; pero fracasó porque los soldados bloquearon su camino, declarando su preferencia por un sultán más capaz. Selim luego regresó de Crimea, obligó a abdicar Bayezit el trono a favor de sí mismo y fue coronado como Selim I.
Ahmet continuó controlando una parte de Anatolia en los primeros meses del reinado de Selim. Finalmente, las fuerzas de Selim y Ahmet libraron una batalla cerca de Yenişehir (Bursa), el 24 de abril de 1513, donde las fuerzas de Ahmet fueron derrotadas, siendo arrestado y ejecutado poco después.